# Nuccio Cusumano
Stefano Cusumano, detto Nuccio (Sciacca, 16 ottobre 1948), è un politico italiano, è stato parlamentare della Repubblica dal 1992 al 1996 e dal 2001 al 2008, ricoprendo, tra il 1998 e il 1999 la carica di Sottosegretario di Stato al Ministero del Tesoro nel primo governo D'Alema.

## Biografia
Nato il 16 ottobre 1948 a Sciacca, in provincia di Agrigento, si è laureato in giurisprudenza ed è un imprenditore commerciale, sposato con tre figli.
Cresciuto politicamente nella Democrazia Cristiana (DC), in cui si è iscritto nel 1965, andrà a ricoprire vari incarichi di partito a livello locale.
Nel 1990, dopo le elezioni amministrative, viene eletto Presidente della Provincia di Agrigento e segretario provinciale della DC.
Alle elezioni politiche del 5 aprile 1992 viene candidato al Senato della Repubblica, ed eletto per la DC nel collegio di Sciacca, raccogliendo 34.899 preferenze.

### PPI e CDU
Nel 1994, in seguito allo scioglimento della DC, aderisce al rinato Partito Popolare Italiano (PPI) di Mino Martinazzoli, dove alle elezioni politiche del 27 marzo viene rieletto al Senato tra le liste del Patto per l'Italia (coalizione a cui aderiva il PPI) nel collegio uninominale di Sciacca con 23.182 voti.
Il 18 maggio 1994 Cusumano consentì all'allora Presidente del Consiglio Silvio Berlusconi di ottenere la fiducia al suo governo, dove, insieme ad altri tre senatori del PPI (Vittorio Cecchi Gori, Tomaso Zanoletti e Luigi Grillo), lasciò l'aula di Palazzo Madama e consentendo di abbassare il quorum, contravvenendo alle indicazioni del partito che provocarono la sua sospensione.
Nel 1995, nella disputa interna al PPI tra la componente a sinistra del partito guidata da Giovanni Bianchi e Gerardo Bianco (favorevole ad un'alleanza con L'Ulivo di Romano Prodi) e quella a destra del partito guidata da Rocco Buttiglione (favorevole ad un'alleanza con Forza Italia di Silvio Berlusconi), si schiera decisamente in quest'ultima. Il successivo 26 luglio 1995 segue Buttiglione nella sua separazione dal PPI, aderendo ai Cristiani Democratici Uniti (CDU), con quest'ultimo che lo nomina coordinatore regionale in Sicilia e suo vicesegretario nazionale.
In occasione delle elezioni politiche del 1996 si è candidato alla Camera dei deputati nel collegio uninominale di Sciacca, sostenuto dalla coalizione di centro-destra Polo per le Libertà in quota CCD-CDU, ma venne sconfitto dal candidato de L'Ulivo, in quota Rinnovamento Italiano di Lamberto Dini, Nenè Mangiacavallo e non fu eletto.

### UDR e UDEUR
Nel 1998 aderisce, assieme al CDU di Buttiglione, al progetto neo-centrista dell'Unione Democratica per la Repubblica (UDR) del Presidente emerito della Repubblica Francesco Cossiga, che raccoglie anche i Cristiani Democratici per la Repubblica di Clemente Mastella, Socialdemocrazia Liberale Europea di Enrico Ferri e diversi transfughi di Forza Italia e Alleanza Nazionale, divenendo vicesegretario della formazione assieme a Bruno Tabacci.
In seguito alla nascita del primo governo presieduto da Massimo D'Alema, con l'appoggiato dall'UDR, il 27 ottobre 1998 viene nominato dal Consiglio dei Ministri sottosegretario di Stato al Ministero del tesoro, del bilancio e della programmazione economica, con le deleghe all'ispettorato generale degli enti disciolti, ai rapporti con l'Ue, agli affari internazionali, al Consob, al sistema creditizio e degli interventi a favore di enti pubblici, dimettendosi da assessore al Turismo e Spettacolo della provincia di Agrigento.
Con l'UDR che terminò dopo appena un anno, dove Buttiglione ricostituì il CDU, Cusumano decise di non ritornarci e di fondare assieme a Mastella e Salvatore Cardinale un partito politico spiccatamente di centro e dai valori cristiano-democratici: l'Unione Democratici per l'Europa, noto come UDEUR, con l'intento di proseguire l'esperienza dell'UDR.
Alle elezioni politiche del 2001 viene eletto alla Camera dei deputati nella lista de La Margherita (in cui era collocato l'UDEUR) con il sistema proporzionale nella circoscrizione Lazio 1.

### Presidente della Commissione Agricoltura
Alle elezioni politiche del 2006 è stato rieletto per la terza volta senatore nei Popolari UDEUR, dove fu presidente della 9ª Commissione Agricoltura e Produzione Agroalimentare del Senato della Repubblica per tutto il corso della XV legislatura della Repubblica.

Durante la seduta del Senato del 24 gennaio 2008, chiamato ad esporre la propria dichiarazione di voto circa l'assegnazione della fiducia al Governo Prodi, ha affermato, benché l'UDEUR avesse scelto collegialmente di negare la fiducia, di decidere di votare a favore: 
 A seguito di un violento attacco verbale e fisico giunto in risposta alle sue parole e che ha visto coinvolti numerosi senatori nonché il compagno di partito Tommaso Barbato (che gli sputò in faccia), Cusumano ha accusato un malore che lo ha costretto ad abbandonare l'aula in barella. Come conseguenza della sua presa di posizione in contrasto con le linee dell'UDEUR, nel corso della stessa seduta Cusumano è stato espulso dal partito "per indegnità".

### PD, ApI, Italia Viva e Forza Italia
Il 7 febbraio 2008 Cusumano aderisce al Partito Democratico, dove viene candidato alle elezioni politiche di aprile, risultando però non eletto.
Tra il 2009 e il 2012 Cusumano abbandona il PD e aderisce ad Alleanza per l'Italia (ApI) di Francesco Rutelli, costituendo all'interno di esso la corrente "Democratici e liberi", salvo poi ritornare nel PD durante le elezioni politiche del 2013 tramite la lista Il Megafono di Rosario Crocetta.
Ad ottobre 2019 lascia il PD e aderisce a Italia Viva, partito fondato da Matteo Renzi di stampo liberale e centrista.
Nel 2021 abbandona Italia Viva per aderire a Forza Italia.

## Procedimenti giudiziari
Nel 1999 venne coinvolto nell'indagine giudiziaria, avviata dalla Procura della Repubblica di Catania, in merito alla gestione degli appalti per la costruzione dell'ospedale Garibaldi. Fu arrestato, ma in seguito fu assolto con formula piena dal Tribunale di Catania il 13 aprile 2007.